# Ware kleuren
Ware kleuren (Engels: truecolor) is een methode uit de computertechniek (videokaarten) om grafische afbeeldingsinformatie op te slaan en weer te geven in een RGB-kleursysteem om op deze wijze een zeer grote aantal kleuren, tinten en schakeringen te kunnen tonen in fotografische afbeeldingen en complexe graphics. Meestal wordt onder ware kleuren verstaan dat er zich ten minste 256 tinten rood, groen en blauw in bevinden, om een totaalaantal van ten minste 16.777.216 kleurvariaties mogelijk te maken; een kleurendiepte van 24 bit (3×8 bit; 224 ≈ 16,8 miljoen). Beelden van een dergelijke kleurendiepte wekken bij het menselijk oog de illusie van de werkelijkheid.